# Francesco Vicari
Francesco Vicari (Roma, 3 agosto 1994) è un calciatore italiano, difensore e capitano del Bari.

## Biografia
Dalla compagna Ludovica ha avuto due figli di nome Leonardo e Tommaso.

## Caratteristiche tecniche
È un difensore centrale abile nel gioco aereo, attento e pulito negli interventi.

## Carriera

### Club

#### Novara

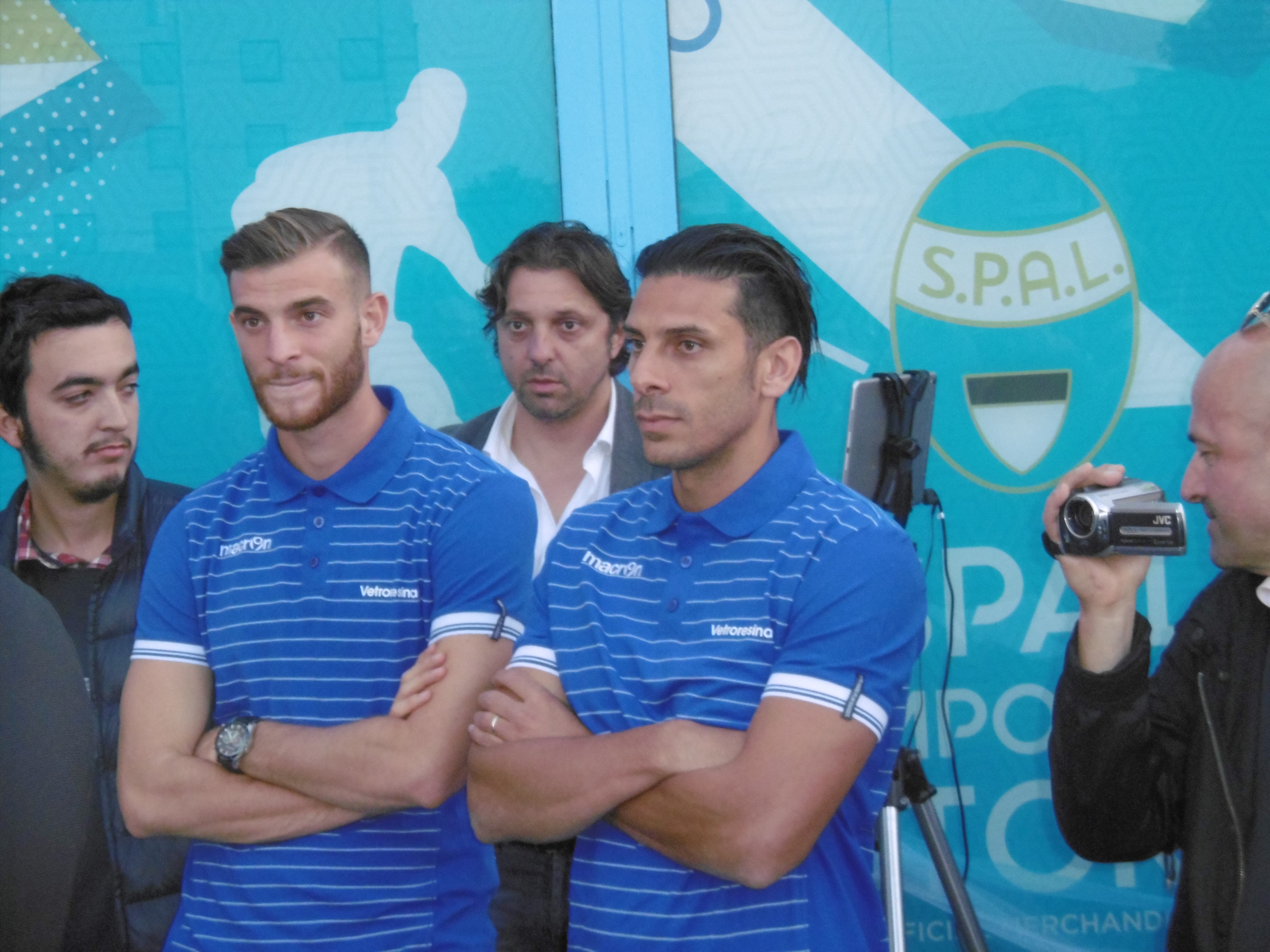
Francesco Vicari e Sergio Floccari all'inaugurazione del nuovo Temporary Store SPAL a Ferrara presso l'ex edicola del Centro Commerciale “Il Castello”

Nell'estate del 2012 il Novara lo acquista dal Taranto; nella stagione 2012-2013 gioca nel Campionato Primavera con la squadra piemontese, che, dopo l'esordio in Serie B nella parte finale del campionato, a partire dalla stagione 2013-2014 lo aggrega stabilmente alla prima squadra. In questa stagione Vicari totalizza 24 presenze nel campionato di Serie B più un'ulteriore presenza nei play-out, persi contro il Varese. Nella stagione 2014-2015, giocata in Lega Pro dopo la retrocessione dell'anno precedente, gioca invece una partita in Coppa Italia, 24 partite in campionato (competizione nella quale segna anche il suo primo gol da professionista in carriera, il 6 dicembre 2014 nella vittoria per 2-1 sul campo della Giana Erminio) e 2 partite nella Supercoppa di Lega Pro, a cui il Novara ha partecipato in seguito alla vittoria del campionato. Rimane a Novara anche nella stagione 2015-2016, nella quale gioca una partita in Coppa Italia, 14 partite nel campionato di Serie B ed una partita nei play-off.

#### SPAL
Nell'estate del 2016 viene ceduto a titolo definitivo alla SPAL, neopromossa in Serie B. Al termine della stagione contribuirà a riportare la società ferrarese in massima divisione dopo un'assenza di 49 anni.
Dopo avere contribuito alla salvezza della squadra al primo anno, l'anno successivo segna la sua prima rete in A il 31 marzo 2019, nella vittoria esterna per 1-0 contro il Frosinone.

#### Bari
Il 9 luglio 2022 viene ingaggiato dal Bari, club neopromosso in Serie B con cui sottoscrive un contratto biennale con rinnovo automatico in caso di promozione in Serie A nelle prossime due stagioni. 
Il 1º novembre 2023 rinnova il contratto con il Bari fino al 30 giugno 2026.
Nella stagione 2024-2025, la terza consecutiva al Bari, viene nominato nuovo capitano della squadra pugliese dopo l'addio al calcio di Valerio Di Cesare. Il 4 settembre 2024 rinnova il contratto con il Bari fino al 30 giugno 2027.

### Nazionale
Ha esordito in Under-20 il 5 marzo 2014, e tra il 2014 ed il 2015 ha giocato complessivamente 5 partite con questa Nazionale. Il 12 agosto 2015 ha esordito in Under-21, giocando nella partita amichevole pareggiata per 0-0 contro i pari età dell'Ungheria.

## Statistiche

### Presenze e reti nei club
Statistiche aggiornate al 17 agosto 2025.
| Stagione        | Squadra         | Campionato      | Campionato | Campionato | Coppe nazionali | Coppe nazionali | Coppe nazionali | Coppe continentali | Coppe continentali | Coppe continentali | Altre coppe | Altre coppe | Altre coppe | Totale | Totale |
| Stagione        | Squadra         | Comp            | Pres       | Reti       | Comp            | Pres            | Reti            | Comp               | Pres               | Reti               | Comp        | Pres        | Reti        | Pres   | Reti   |
| --------------- | --------------- | --------------- | ---------- | ---------- | --------------- | --------------- | --------------- | ------------------ | ------------------ | ------------------ | ----------- | ----------- | ----------- | ------ | ------ |
| 2012-2013       | Novara          | B               | 1          | 0          | CI              | 0               | 0               |                    | -                  | -                  |             | -           | -           | 1      | 0      |
| 2013-2014       | Novara          | B               | 24+1       | 0          | CI              | 0               | 0               |                    | -                  | -                  |             | -           | -           | 25     | 0      |
| 2014-2015       | Novara          | LP              | 24         | 1          | CI+CI-LP        | 0+1             | 0               |                    | -                  | -                  | SC-LP       | 2           | 0           | 27     | 1      |
| 2015-2016       | Novara          | B               | 14+1       | 0          | CI              | 1               | 0               |                    | -                  | -                  |             | -           | -           | 16     | 0      |
| Totale Novara   | Totale Novara   | Totale Novara   | 65         | 1          |                 | 2               | 0               |                    | -                  | -                  |             | 2           | 0           | 69     | 1      |
| 2016-2017       | SPAL            | B               | 34         | 1          | CI              | 0               | 0               |                    | -                  | -                  |             | -           | -           | 34     | 1      |
| 2017-2018       | SPAL            | A               | 34         | 0          | CI              | 1               | 1               |                    | -                  | -                  |             | -           | -           | 35     | 1      |
| 2018-2019       | SPAL            | A               | 28         | 2          | CI              | 1               | 0               |                    | -                  | -                  |             | -           | -           | 29     | 2      |
| 2019-2020       | SPAL            | A               | 34         | 0          | CI              | 3               | 0               |                    | -                  | -                  |             | -           | -           | 37     | 0      |
| 2020-2021       | SPAL            | B               | 25         | 0          | CI              | 2               | 0               |                    | -                  | -                  |             | -           | -           | 27     | 0      |
| 2021-2022       | SPAL            | B               | 28         | 0          | CI              | 1               | 0               |                    | -                  | -                  |             | -           | -           | 29     | 0      |
| Totale SPAL     | Totale SPAL     | Totale SPAL     | 183        | 3          |                 | 8               | 1               |                    | -                  | -                  |             | -           | -           | 191    | 4      |
| 2022-2023       | Bari            | B               | 33+4       | 0          | CI              | 2               | 0               |                    | -                  | -                  |             | -           | -           | 39     | 0      |
| 2023-2024       | Bari            | B               | 37+2       | 1          | CI              | 1               | 0               | -                  | -                  | -                  | -           | -           | -           | 40     | 1      |
| 2024-2025       | Bari            | B               | 25         | 0          | CI              | 1               | 0               | -                  | -                  | -                  | -           | -           | -           | 26     | 0      |
| 2025-2026       | Bari            | B               | 0          | 0          | CI              | 1               | 0               | -                  | -                  | -                  | -           | -           | -           | 1      | 0      |
| Totale Bari     | Totale Bari     | Totale Bari     | 101        | 1          |                 | 5               | 0               |                    | -                  | -                  |             | -           | -           | 106    | 1      |
| Totale carriera | Totale carriera | Totale carriera | 349        | 5          |                 | 15              | 1               |                    | -                  | -                  |             | 2           | 0           | 366    | 6      |

## Palmarès

### Club

#### Competizioni nazionali
- Lega Pro: 1

Novara: 2014-2015
- Campionato italiano di Serie B: 1

SPAL: 2016-2017